# Peter Tyndall
Peter Tyndall (nascut el 1951 a Irlanda) és el síndic de greuges (o defensor del poble) i comissionat per la informació i el medi ambient d'Irlanda. Tyndall va estudiar un màster de ciència i un grau de gestió estratègica a la Universitat de Cardiff. Tyndall va rebre el títol warrant of appointment del president d'Irlanda Michael D. Higgins a l'Áras an Uachtaráin el 2 de desembre del 2013. Tyndall va succeir Emily O'Reilly com a síndic de greuges.
El novembre del 2016 Peter Tyndall va ser escollit president del Institut Internacional de Sindics de Greuges durant l'onzena conferència a Bangkok.